# ینی‌آباد
ینی‌آباد (به ترکی آذربایجانی: Yeniabad) یک منطقهٔ مسکونی در جمهوری آذربایجان است که در شهرستان شمکور واقع شده‌است. ینی‌آباد ۱٬۶۷۱ نفر جمعیت دارد.